# Operación Guardián de las Murallas
La Espada de Jerusalén  (en hebreo: חרב ירושלים‎), es una operación militar a gran escala de las Fuerzas de Defensa de Israel en la Franja de Gaza, que comenzó el 10 de mayo de 2021, el Día de Jerusalén, después de que las organizaciones palestinas lideradas por Hamás comenzaran a disparar masivamente cohetes en el área de Jerusalén y en el perímetro de la Franja de Gaza. Tras un primer bombardeo israelí que causó la muerte de 24 palestinos (incluidos 9 niños), los lanzamientos de cohetes se ampliaron a otras partes de Israel como las ciudades de Tel Aviv, Be'er Sheva, Ashkelon y Lod.
Hasta la mañana del 20 de mayo, las milicias palestinas en Gaza habían lanzado unos 4340 cohetes contra Israel, de los cuales más de 1.690 fueron interceptados por el sistema de defensa aérea Cúpula de Hierro con una tasa de éxito del 90 por ciento y unos 1.820 de ellos cayeron en áreas abiertas. Más de 640 lanzamientos de cohetes fracasaron y aterrizaron dentro de la Franja de Gaza, matando, según el ejército israelí, a más de 20 palestinos.
Once civiles (tres de ellos trabajadores extranjeros) murieron en Israel por disparos de cohetes, y un soldado murió por un misil antitanque. Por otro lado, las FDI atacaron más de 1.500 objetivos, incluyendo edificios que el ejército israelí calificaba como cuarteles generales de Hamás, cientos de hogares y oficinas de milicianos de esta organización, más de 100 kilómetros de túneles subterráneos que sirvieron como búnkeres para esconderse, arsenales y cohetes, sitios de fabricación de obuses, lanzacohetes y pozos de lanzamiento subterráneos, lanzadores antiaéreos, vehículos aéreos no tripulados, puestos de avanzada, activos de inteligencia y tecnología y objetivos de la fuerza naval de Hamás. El ejército israelí declaró que cinco miembros de alto rango de Hamás y la Yihad Islámica Palestina murieron en durante el operativo antiterrorista, así como unos veinte comandantes subalternos y otros 200 terroristas. Sin embargo, las cifras oficiales de muertos son de 253 palestinos, 67 de ellos menores de edad.
La operación terminó el 21 de mayo de 2021 después de que se acordara un alto el fuego entre las partes.

## Trasfondo
La operación se inició como consecuencia de la escalada de los disturbios en Israel durante los días previos a los festejos del Día de Jerusalén, en la ciudad homónima, en el que resultaron heridos decenas de manifestantes y varios policías. Alrededor de las 16:00, Hamás emitió un ultimátum al gobierno de Israel en el que advirtió que lanzaría un ataque con obuses si las fuerzas del orden israelíes no se retiraban del Monte del Templo y del barrio Sheikh Jarrah en Jerusalén antes de las 18:00.
A las 18:02, y después de no haberse cumplido las demandas, Hamás inició el lanzamiento de cohetes y misiles en dirección a Jerusalén y a sus alrededores, así como también hacia los asentamientos de los alrededores de Gaza. En el primer día del conflicto fueron disparados más de 200 cohetes. En respuesta, las Fuerzas de Defensa de Israel respondieron a los ataques en la Franja de Gaza, lo que fue el inicio de la operación.
Al inicio de la operación, el Comando del Frente Interno (Home Front Command) emitió directrices según las cuales no se realizarían estudios presenciales en escuelas dentro de un rango de hasta 40 km de distancia de la Franja de Gaza, y que los estudios continuarían a través del aprendizaje a distancia como durante la pandemia de coronavirus. La decisión del Comando del Frente Interno permitió realizar estudios en las localidades de Gush Dan y en el Sur de Israel, pero varios alcaldes decidieron estar preparados para cualquier escalada y no realizar estudios en las instituciones educativas.[cita requerida]
El 10 de mayo, el primer día de la operación, el ministro de Defensa de Israel, Benny Gantz, declaró en situación especial los 80 km circundantes a la Franja de Gaza durante 48 horas, cancelándose así los estudios en Zion, Ness Ziona, Rehovot, Holon y Bat Yam.

## Objetivos de la operación
Las FDI se fijaron tres objetivos en la Operación Guardián de las Murallas:[cita requerida]
1. Dañar severa y destructivamente los lanzamientos de cohetes y otras capacidades de combate de Hamás y la Yihad Islámica Palestina.[cita requerida]
2. Dar un golpe devastador a la capacidad de reconstruir las campañas militares, socavando así su capacidad y motivación para enfrentarse a Israel durante años.[cita requerida]
3. Restaurar la disuasión frente a las organizaciones de Gaza, especialmente Hamás, ya que el elemento disuasorio se habría erosionado en los siete años transcurridos desde la Operación Margen Protector del año 2014.[cita requerida]
Esto se suma a la preservación de la legitimidad internacional de las FDI para ejercer su poder en la Franja de Gaza, cuya pérdida podría impedir la realización de los demás objetivos.[cita requerida]

### Objetivos atacados
- Sistemas de túneles subterráneos: El sistema de túneles subterráneos en las ciudades de Gaza, Rafah y Khan Yunis. Como parte de esto, se destruyeron más de cien kilómetros de túneles que se usaban tanto como escondite como para centro de comando y control para comandantes de alto rango de Hamás. También resultaron dañados varios túneles ofensivos.
- Miembros de Hamás: Cinco miembros de alto rango de Hamás y la Yihad Islámica murieron en los ataques, unos veinte cabecillas subalternos y otros 200 terroristas.
- Capacidad de disparo de cohetes hacia Israel: Durante los ataques, se inutilizaron alrededor de 340 objetivos con capacidad de disparo de vías empinadas, de los cuales unos 230 fueron daños a la capacidad de lanzamiento de cohetes, aproximadamente setenta impactos a bases con ametralladoras pesadas y alrededor de 35 impactos a lanzadores de proyectiles de mortero.
- Capacidad de producción de armas: Hubo un grave deterioro de la capacidad de producción y la desarrollo, incluida la muerte de los activistas de investigación y tecnología, la destrucción de los talleres y los centros de desarrollo. También sufrieron daños los almacenes, talleres y plantas de fabricación.
- Estructuras administrativas: Se atacaron diez ministerios gubernamentales, once estructuras pertenecientes al aparato de seguridad interna, cinco bancos a través de los cuales se transfirieron fondos a Hamás. En este contexto, un alto funcionario policial de la Franja de Gaza señaló que durante la operación, entre el 15% y el 25% de la administración policial fue destruida y la mayor parte de su sede fue también parcialmente destruida.
- Infraestructura de Hamás: Se atacaron decenas de campamentos, puestos de avanzada, salas de mando y nueve edificios de gran altura donde se establecía infraestructura para las actividades de Hamás.
- Prevención de ataques: Se abortaron redadas de escuadrones palestinos, se evitó la actuación de escuadrones antitanques, fueron anuladas siete amenazas aéreas con vehículos aéreos no tripulados y dos amenazas navales, incluidos submarinos no tripulados.[5]

## Fuerzas de FDI en la operación

### Fuerza aérea

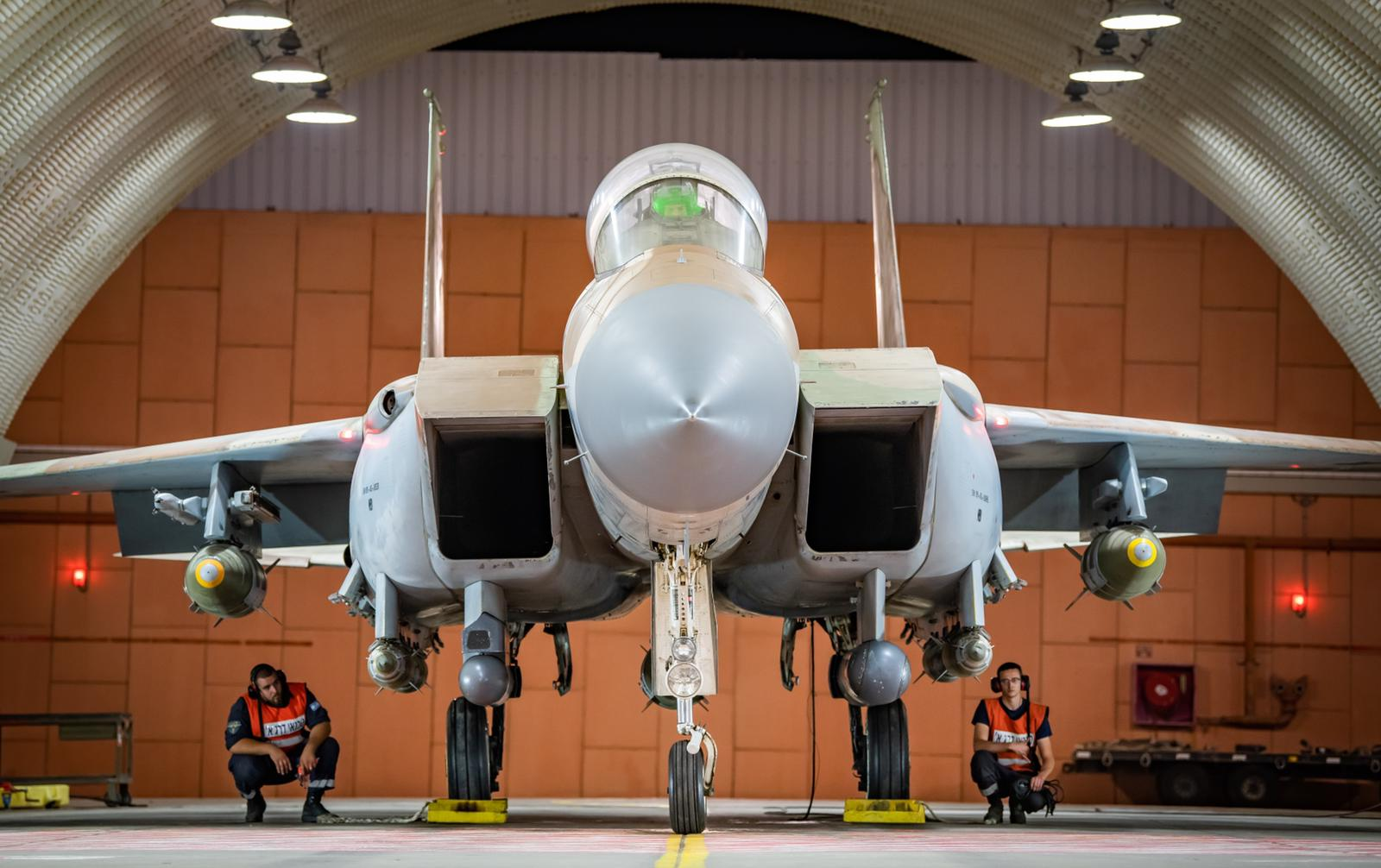
Avión de combate F-15I con bombas teledirigidas en preparación para un bombardeo.

La Fuerza Aérea Israelí llevó la mayor parte de la carga del esfuerzo ofensivo a través de los escuadrones de combate, el CCTV y los drones (aviones tripulados remotamente). La aviación con cazas de combate - incluyendo el F-35I, F-15I Thunder y F-16 en sus modelos - bombardearon más de 800 objetivos de Hamás y la Yihad Islámica Palestina en la Franja de Gaza. Varios aviones llevaron a cabo asesinatos selectivos de altos cargos palestinos, así como el ataque a escuadrones y lanzaderas de cohetes.[cita requerida]
El sistema de defensa aérea jugó un papel clave en el esfuerzo defensivo, con las baterías de la Cúpula de Hierro interceptando más de 1.200 cohetes de artillería dirigidos al frente local israelí con cerca del 90% de éxito. Además, el sistema de defensa aérea Cúpula de Hierro interceptó y derribó vehículos aéreos no tripulados, incluido aviones no tripulados explosivos, que Hamás lanzó contra Israel.[cita requerida]

### Fuerzas terrestres

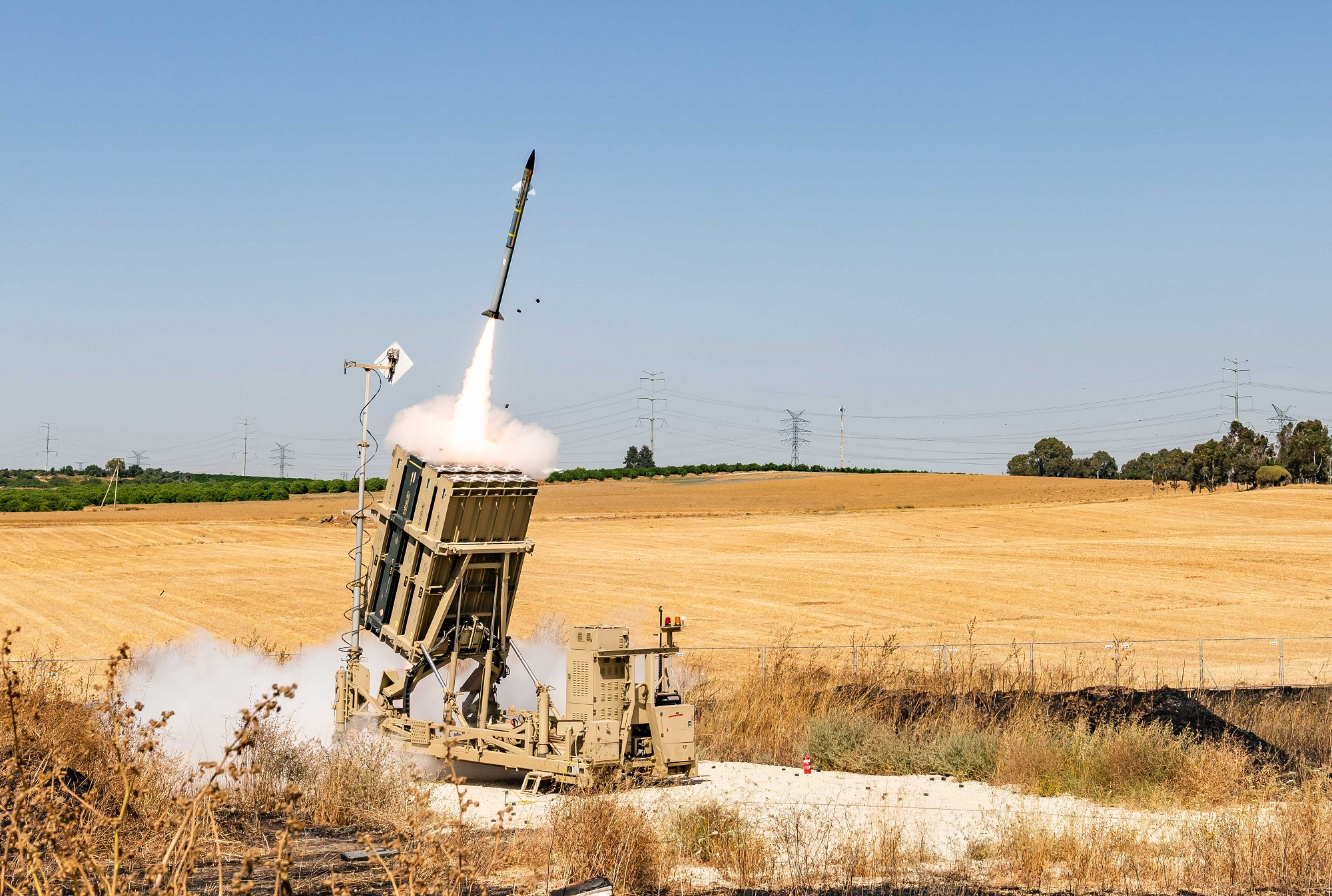
Interceptor del sistema defensivo conocido como "Cúpula de Hierro" utilizado por Israel para defenderse de los masivos ataques de misiles disparados por Hamás.

Las fuerzas del Comando Sur fueron desplegadas a lo largo de la valla perimetral alrededor de la Franja de Gaza para proteger a las comunidades circundantes de la Franja de Gaza, así como para ayudar en los esfuerzos ofensivos. Las fuerzas incluyen baterías de obús autopropulsado M109, 7.ª Brigada y la Brigada Amored 188. Brigadas con tanques Merkava Mark 4, Brigada Golani, Brigada Nahal y Brigada Oz. La Unidad Maglan y la Unidad Egoz frustraron a escuadrones y lanzadores antitanque. El ataque al "metro" de Hamás (red de túneles subterráneos) contó con la presencia de artillería, blindados, infantería y unidades de francotiradores.[cita requerida]

### Fuerzas navales

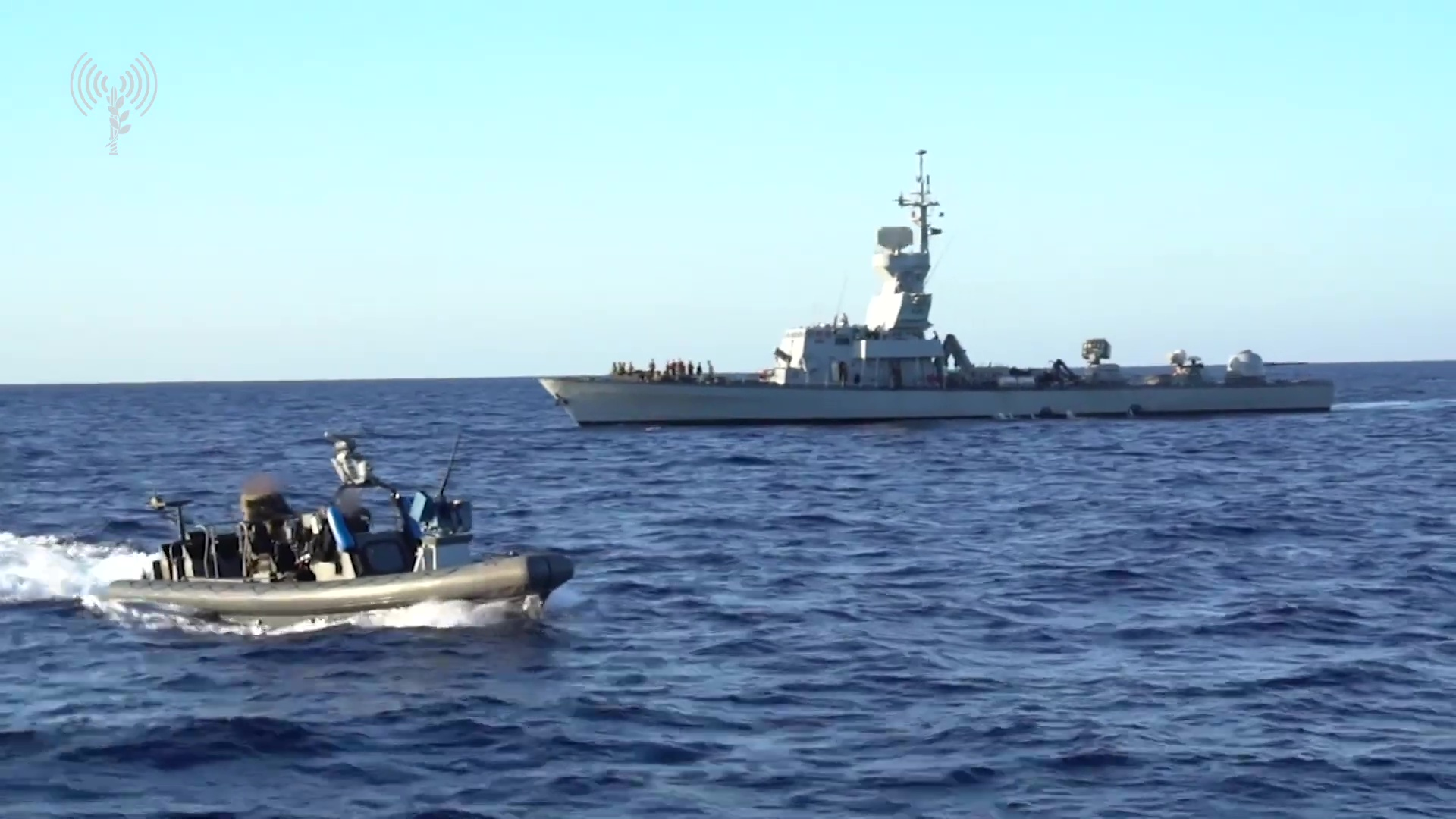
El buque lanzamisiles Clase Sa'ar 4.5 y la nave de asalto Morena del Shayetet 13 atacan objetivos terroristas en Franja de Gaza.

Durante la operación, las fuerzas navales israelíes atacaron objetivos de la fuerza naval de Hamás, incluidos embarcaciones, puestos de avanzada, centros de mando y control, arsenales y más. El comando naval Shayetet 13 también atacó otros objetivos con fuego de artillería y misiles. Además, se desplegó un buque de misiles con C-Dome (Cúpula de Hierro Marina) y misiles Barak 1 para proteger la plataforma de gas frente a Ascalón.[cita requerida]

### Inteligencia
La operación estuvo estrechamente acompañada por la inteligencia militar compuesta por la Dirección de Inteligencia Militar (אמ"ן - AMAN), el Cuerpo de Inteligencia Aérea (למד"ן - LAMDAN), la Dirección de Inteligencia Naval (מד"ן - MADAN) y el Cuerpo de Reconocimiento, Inteligencia y Combate. La inteligencia permitió dañar con precisión los activos estratégicos de Hamás y a miles de objetivos terroristas. El Shin Bet (שב"כ - SHABAK) (Agencia de Seguridad de Israel) colaboró para atacar a los cabecillas de Hamás y la Yihad Islámica, el más notable de los cuales fue el ataque al Foro del Estado Mayor de Hamás y el asesinato de altos cargos en la red de fabricación, investigación y desarrollo de Hamás.[cita requerida]

## Lanzamiento de cohetes contra Israel
Según el portavoz de las FDI, durante los días de la operación, se lanzaron más de 4.360 cohetes hacia Israel, de los cuales 3.573 de ellos se lanzaron hacia territorio israelí, unos 680 cayeron en la Franja de Gaza y unos 280 cayeron al mar. La Cúpula de Hierro interceptó alrededor del 90% de los lanzamientos que se suponía que iban a impactar en áreas pobladas. Tras varios intentos que fueron frustrados, milicianos palestinos consiguieron lanzar dos misiles antitanques hacia territorio israelí:
| Lanzamiento de cohetes de Hamás a Israel |
|                                          |
| División menor: 50 cohetes.              |

## Alto el fuego
Según informes de los medios, el 14 de mayo Egipto ofreció un alto el fuego inmediato de 12 horas, y un acuerdo de alto el fuego por un año. A pesar de una serie de propuestas de alto el fuego de Egipto, de la Autoridad Palestina y de Hamás, Israel rechazó todas las propuestas con el argumento de que su objetivo todavía no se había logrado (eliminar el brazo militar de Hamás).[cita requerida]
Dos días después Hadi Amar, el subsecretario de Estado de Estados Unidos para la Autoridad Palestina-Israelí, llegó a Israel para ayudar a calmar las tensiones.
En el Consejo de Seguridad de las Naciones Unidas se discutió sobre los combates, pero no se pudo emitir una resolución tras la oposición de Estados Unidos y de Gran Bretaña a la redacción propuesta.
El 18 de mayo, Egipto ofreció a Hamás un alto el fuego a partir del 20 de mayo a las 6:00 a. m. y Hamás aceptó la oferta. El Primer Ministro de Israel Benjamin Netanyahu informó a los Estados Unidos que Israel estaría de acuerdo con un alto el fuego en unos dos o tres días.[cita requerida]
Mediante una declaración conjunta, 26 ministros de Relaciones internacionales de la Unión Europea apoyaron una iniciativa que pedía un alto el fuego entre Israel y Hamás, pero debido a la oposición húngara no se consiguió emitir ninguna resolución.
El 20 de mayo, luego de una discusión en el Gabinete de Seguridad, Israel decidió aceptar el alto el fuego bilateral propuesto a través de la mediación egipcia, entrando finalmente en vigencia a las 2:00 de la madrugada del día 21 de mayo. Los estadounidenses ejercieron una diplomacia silenciosa.[cita requerida]